# Třída B (1907)
Třída B byla lodní třída ponorek námořnictva Spojených států amerických. Celkem byly postaveny tři jednotky této třídy. Ve službě byly v letech 1907–1921. Vzhledem ke své velikosti a výkonům byly vhodné spíše k ochraně přístavů.

## Stavba
Celkem byly postaveny tři jednotky této třídy. Navrhla je americká společnost Electric Boat Company a postavila loděnice Fore River Shipbuilding Company v Quincy ve státu Massachusetts. Do služby byly přijaty roku 1907 jako USS Viper, USS Cuttlefish a USS Tarantula. Dne 17. listopadu 1911 byly přejmenovány na B-1 až B-3.
Jednotky třídy B:
| Jméno                          | Založení kýlu  | Spuštěna        | Vstup do služby  | Osud                        |
| ------------------------------ | -------------- | --------------- | ---------------- | --------------------------- |
| USS B-1 (SS-10, ex Viper)      | 5. září 1905   | 30. března 1907 | 18. října 1907   | Vyřazena 12. prosince 1919. |
| USS B-2 (SS-11, ex Cuttlefish) | 30. srpna 1905 | 1. září 1906    | 18. října 1907   | Vyřazena 12. prosince 1919. |
| USS B-3 (SS-12, ex Tarantula)  | 5. září 1905   | 30. března 1907 | 3. prosince 1907 | Vyřazena 25. července 1921. |

## Konstrukce
Ponorky byly vyzbrojeny dvěma 457mm torpédomety se zásobou čtyř torpéd. Jejich pohon zajišťoval jeden benzínový motory Craig o výkonu 250 hp a elektromotor o výkonu 150 hp, které roztáčely jeden lodní šroub. Nejvyšší rychlost dosahovala devět uzlů na hladině a čtyři uzly pod hladinou. Dosah byl 540 námořních mil při rychlosti devět uzlů na hladině a dvanáct námořních mil při rychlosti čtyř uzlů pod hladinou.

## Operační služba

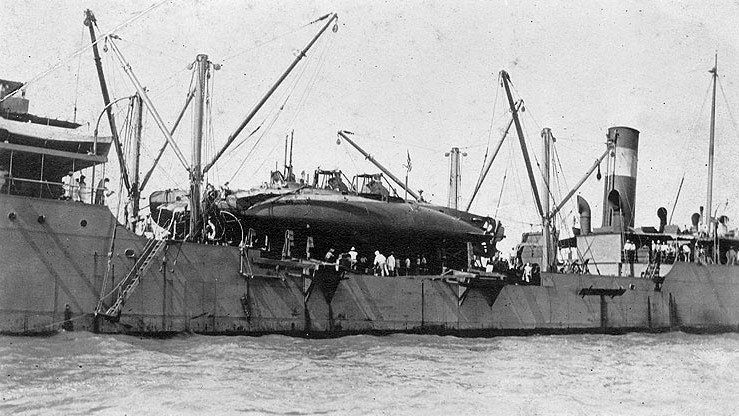
Uhelný parník USS Hector s ponorkami USS A-3, USS A-5 a USS B-1 naloženými na palubě

Ponorky této třídy zahájily svou službu křižováním po atlantickém pobřeží na výcvikových a experimentálních cvičeních. Koncem roku 1909 byly ponorky staženy na základnu námořnictva v Charlestonu, kde byly převedeny do rezervy. Později byly reaktivovány. Roku 1912 byly na palubě nákladních lodí USS Ajax (AG-15) a USS Hector (AC-7) přepraveny na Filipíny, kde sloužily až do roku 1921. Po vyřazení posloužily jako cvičné cíle.